# Granulation (alimentation animale)
Pour les articles homonymes, voir Granulation.
 (mai 2024).
Si vous disposez d'ouvrages ou d'articles de référence ou si vous connaissez des sites web de qualité traitant du thème abordé ici, merci de compléter l'article en donnant les références utiles à sa vérifiabilité et en les liant à la section « Notes et références ».

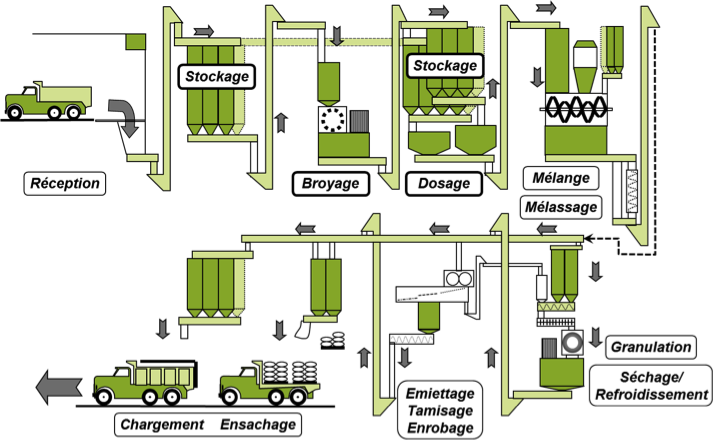
Processus de granulation, transformation de matières premières en granulés.

La granulation est un processus de compactions de matières premières sous forme farineuses dans le but d'obtenir un produit dense et de forme cylindrique. 
Ce processus se déroule dans des machines appelées presses à agglomérer ou presses à granuler. Le processus de granulation comprend plusieurs étapes telles que le stockage en silo, l’alimentateur, le préparateur, la filière et le refroidisseur. 
L’ensemble de ces étapes constitue les organes de la presse. Ainsi, lors de ce procédé, la farine est soumise à plusieurs contraintes thermiques et mécaniques avant d’obtenir le produit fini.

## Étapes

### Le stockage
Avant d’entamer le processus de granulation, le mélange des matières premières sous forme de farine est stocké dans des silos nommés boisseaux. À ce niveau, la farine est dite « froide » ; elle est stockée à une certaine température et à une certaine humidité.  

### L'alimentateur
L’alimentateur est constitué d’une  vis sans fin. La rotation de cette vis permet la mise en mouvement de la farine, c’est-à-dire l’extraction de la farine froide stockée dans les boisseaux et son introduction dans le préparateur. Le débit de l’alimentateur sera plus ou moins important selon la vitesse de la vis. La vitesse de l’alimentateur définit le débit de la granulation. 

### Le préparateur ou conditionneur
L’alimentateur permet ainsi d’introduire la farine sèche et froide dans le préparateur. À l’intérieur de ce dernier, cette farine va être conditionnée, c’est-à-dire qu’elle va être chauffée et humidifiée afin de faciliter la compression. Par conséquent, cette étape a pour but d’introduire de la vapeur d’eau dans la farine  tout en augmentant la température.  
L’objectif principal de la préparation est de faciliter la compression. Cependant, elle permet aussi d’augmenter la digestibilité des aliments et aussi d’assurer une qualité sanitaire.   
Progressivement, on augmente la vitesse de l'arrivée de la farine de façon à remplir le préparateur à moitié. Cette quantité permet d'homogénéiser plus facilement le mélange. Puis, en ouvrant petit à petit les vannes, la vapeur est incorporée. Si cet ajout de vapeur se fait trop rapidement, il y a apparition d'un empâtement dû à l'absorption plus ou moins rapide de la vapeur par la farine. 
À ce niveau, la température des aliments va significativement augmenter ; la gamme de température va se trouver entre 40 °C et 95 °C. L’humidité va également devenir plus importante, elle pourra atteindre 18 %. Par ailleurs, le temps de séjour dans le préparateur peut varier de quelques secondes à plusieurs centaines de secondes.
L’agglomération de poudres par voie humide consiste à coupler une opération unitaire d’agitation d’un lit de particules solides à une opération unitaire d'apport d’eau ou d’un liant, pour former des structures granulaires de taille supérieure, afin de modifier les propriétés d’usage de la poudre (écoulement, réhydratation, masse volumique).

### La filière
La compression est la deuxième étape de la granulation. Elle consiste à comprimer dans un orifice la farine chaude à un point tel qu’elle ressort ensuite sous forme de granulés. On augmente ainsi la densité de la farine transformée : à masse égale, le volume diminue. 
Comme indiqué ci-dessus, l’étape de compression permet d’augmenter la capacité de stockage de la farine. Elle permet aussi de réduire les coûts de transports. Cette étape s’effectue majoritairement dans des presses à filière tournantes. En effet, la filière tourne soit dans le sens des aiguilles d’une montre soit à l’inverse, en fonction du constructeur. Quant aux rouleaux, ils restent fixes et permettent de comprimer la farine chaude qui par la suite est extrudée dans les canaux de la filière. La farine ressort ainsi sous forme de granulés chauds. Ces granulés ont une forme cylindrique et un diamètre d’environ 3,5 mm (pour la volaille). À la sortie des canaux de la filière se trouvent des couteaux fixes qui déterminent la longueur des granulés. En effet, ces couteaux ont pour rôles de trancher les cylindres extrudés des canaux. 

### Le refroidisseur et le séchage
Le refroidissement est la dernière étape de la granulation. Cette étape consiste à réduire la température du granulé et à le déshydrater. En sortie de filière, la température des granulés qui se trouve entre 50 °C et 90 °C passe à quelques degrés (5 °C−10 °C) au-dessus de la température ambiante en sortie de refroidissement. Par ailleurs, l’humidité doit être inférieure à 14 % (valeur réglementaire) en sortie du refroidisseur.  
Les refroidisseurs verticaux à contre-courant d'air et les refroidisseurs horizontaux à bande et à courant croisé sont les plus utilisées. 
Le refroidissement a une très grande importance car il permet de définir la qualité du granulé. De plus, il est impossible de stocker un produit chaud et humide sans risquer une prise en masse et une dégradation microbienne. 
Le refroidisseur vertical est basé sur un transfert d’air froid ou ambiant au départ et qui, passant au travers le produit chaud, va se charger en chaleur. L’air froid arrive par le bas. Par densité, l’air remonte, et ressort par le haut du refroidisseur. Une fois le produit refroidit, il passe à travers une grille pour aller à l’étape de conditionnement. Le climat influe beaucoup sur le refroidissement. Ainsi plus l’air ambiant sera froid (hiver) meilleur sera le refroidissement, plus il sera chaud plus ce travail sera difficile.

## Avantages du processus
Ce procédé de transformation a plusieurs avantages dont : 
- l’augmentation de la digestibilité des aliments grâce à la gélatinisation de l’amidon lors du chauffage des matières premières en présence d’eau;
- une bonne qualité sanitaire grâce aux traitements thermiques;
- l’augmentation de la capacité de stockage et la réduction des coûts de transport, conséquences de la densification d’environ 40 % de la farine[4][source insuffisante].